# Edwin Tenorio
Edwin Rolando Tenorio Montaño (Esmeraldas, 16 giugno 1976) è un ex calciatore ecuadoriano, centrocampista.